# جون كروفورد (موسيقي)
جون كروفورد (بالإنجليزية: John Crawford)‏ هو موسيقي أمريكي، ولد في 17 يناير 1960.

## وصلات خارجية
- جون كروفورد على موقع ميوزك برينز (الإنجليزية)
- جون كروفورد على موقع أول ميوزيك (الإنجليزية)
- جون كروفورد على موقع ديسكوغز (الإنجليزية)